# Csót
Csót egy község Veszprém vármegyében, a Pápai járásban.

## Fekvése
A település a Bakonyalja északi részén, Pápától 13 kilométerre északkeletre fekszik. A település főutcája a 832-es főút, amelyből itt ágazik ki, a község nyugati szélén, északi irányban a Lovászpatonán át Tétig húzódó 8306-os út, és a falu keleti részén, dél felé a Bébre vezető 83 123-as út.

## Története
A már a rómaiak által ismert terület első írásos emlékei 1212-re vezethetők vissza. A tatárjárás után teljesen elpusztult. Első okleveles említése 1488-ból származik. A 15. század elején a veszprémi püspökség birtoka volt, öt évvel később az esztergomi érseké. 1626-tól az Esterházy család ugodi birtokához tartozott. A törökök kiűzése után Esterházy Ferenc telepítette be a községet. 1666-tól kezdődött meg újra a falu benépesítése.
Az első világháború idején, 1915-ben hadifogolytábor és menekülttábor volt a község határában, melynek szomorú emlékeit a faluközpontban található múzeum, valamint a Kakukk-hegyen található, 6000 m² területű temetőben lévő 796 sírhely őrzi.

## Közélete

### Polgármesterei
- 1990–1994: Vanyúr György (Fidesz)[3]
- 1994–1998: Dr. Lukács László (független)[4]
- 1998–2002: Kékesi István (független)[5]
- 2002–2006: Kékesi István János (független)[6]
- 2006–2010: Kékesi István János (független)[7]
- 2010–2014: Kékesi István János (független)[8]
- 2014–2019: Kékesi István János (független)[9]
- 2019–2024: Kékesi István János (független)[10]
- 2024– : Kékesi István János (független)[1]

## Népesség
A település népességének változása:
| Lakosok száma | 1003 | 1002 | 987  | 876  | 902  | 901  | 908  |
|               | 2013 | 2014 | 2015 | 2021 | 2022 | 2023 | 2024 |

A 2011-es népszámlálás során a lakosok 94,7%-a magyarnak, 3,2% cigánynak, 0,4% németnek mondta magát (5,3% nem nyilatkozott; a kettős identitások miatt az végösszeg nagyobb lehet 100%-nál). A vallási megoszlás a következő volt: római katolikus 62,5%, református 1,9%, evangélikus 7,5%, görögkatolikus 0,1%, izraelita 0,1%, felekezeten kívüli 11,8% (15,3% nem nyilatkozott).
2022-ben a lakosság 79,7%-a vallotta magát magyarnak, 2,7% cigánynak, 1% németnek, 0,2% románnak, 0,1-0,1% görögnek és bolgárnak, 1,4% egyéb, nem hazai nemzetiségűnek (20% nem nyilatkozott; a kettős identitások miatt a végösszeg nagyobb lehet 100%-nál). Vallásuk szerint 36,7% volt római katolikus, 7,9% evangélikus, 2,5% református, 0,1% görög katolikus, 0,3% egyéb keresztény, 2,7% egyéb katolikus, 4% felekezeten kívüli (45,8% nem válaszolt).

## Nevezetességei
- Helytörténeti Gyűjtemény – Az első világháború idején a község mellett működő hadifogolytábor relikviái.
- Római katolikus templom - A templom műemléki védelem alatt áll. Szentélye középkori, de az épület már késő barokk stílusú.[13] Fellner Jakab építette, 1784-ben szentelték fel. A templompadokon rokokó díszítések láthatók. Keresztelőkútja vörösmárványból készült copf stílusban.
- Evangélikus templom - 18. századi barokk alkotás.